# That’s Dancing!
That’s Dancing! ist ein US-amerikanischer Dokumentarfilm von Jack Haley, Jr. aus dem Jahr 1985. Der Film präsentiert Ausschnitte aus klassischen Musicalfilmen.

## Inhalt
Verschiedene Hosts – Mikhail Baryshnikov, Ray Bolger, Sammy Davis, Jr., Gene Kelly und Liza Minnelli – führen die Zuschauer durch die Geschichte des US-amerikanischen Musicalfilms, insbesondere des Tanzfilms. Jeder präsentiert dabei einen speziellen thematischen Abschnitt, Minnelli etwa das Beste vom Broadway und Baryshnikov das Ballet. Die anderen drei Hosts präsentierten jeweils sogar drei Abschnitte, Kelly die Geschichte des Tanzes und auch seine Zukunft, Davis J. die Ballsaal-Szenen von Fred Astaire und Ginger Rogers sowie die Leistungen von Individualisten, Bolger schließlich die MGM-Musicals und die Leistungen von Astaire und Kelly. Dabei werden Ausschnitte aus einer großen Zahl populärer Filme mit vielen bekannten Darstellern gezeigt.

## Hintergründe
Ausweislich einer Karte der Eröffnungs-Credits wurde dieser Film zunächst als Das gibt’s nie wieder III gezählt und folgt damit dem ersten Teil der Reihe, Das gibt’s nie wieder (1974) und Das gibt’s nie wieder II (1976). Doch steht er letztlich außerhalb dieser Zählung, wurde doch 1994 noch Das gibt’s nie wieder III veröffentlicht. Auch bei der US-DVD-Veröffentlichung wurden die drei Teile unter dem Titel Das gibt’s nie wieder ein einer gemeinsamen Box veröffentlicht, während That’s Dancing! später eigenständig heraus gebracht wurde.
Die Trennung macht in soweit Sinn, als dass der Fokus in diesem Film mehr als bei den anderen auf den Tanznummern, als auf den Gesangsnummern liegt. Zudem wurden hier nicht nur Filme von Metro-Goldwyn-Mayer (MGM) ausgewertet, wie bei den drei anderen Filmen, sondern, wiewohl auch dieser Film eine MGM-Produktion war, darüber hinaus gegangen. Somit setzten auch die ausgewerteten Filme gut 20 Jahre eher als bei den anderen Filmen der Reihe ein, da für Tanzdarstellungen Ton nicht Voraussetzung ist und enden auch nicht Ende der 1950er Jahre, sondern reichen bis Flashdance und Michael Jacksons Beat-It-Video, beide aus dem Jahr 1983. Ausgangspunkt ist eine Tanzaufnahme von Anna Pawlowa aus dem Jahr 1916.
Für Ray Bolger war es der letzte Filmauftritt, und das in einem Film, in dem der Sohn seines Kollegen Jack Haley die Regie führte. Beide gehörten als Vogelscheuche und Zinnmann zu den Hauptdarstellern des legendären 1939er-Musicals Das zauberhafte Land. Bolgers erste Tanzszene aus dem Film, die für die originale Filmauswertung stark gekürzt wurde, wurde in diesem Film erstmals komplett gezeigt. Damit wurde auch der Grundstein für die Ausrichtung von Das gibt’s nie wieder III gelegt, wo das Zeigen solcher geschnittener Fassungen und von Szenen, die ganz der Schere zum Opfer fielen, einer der Schwerpunkte ist.
Haley Jr. und sein Co-Produzent Gene Kelly hatten sich am Beginn der Arbeiten auf eine Liste von Szenen und Filmen geeinigt, da aber einige Studios nicht so kooperativ waren, wie erhofft, sah der Film am Ende deutlich anders aus, als zunächst geplant. Eine Zusammenstellung dieser Szenen finden sich im gleichnamigen Begleitbuch zum Film von Tony Thomas. Neben politischen Gründen, die Studios daran hinderten, ihr Material zur Verfügung zu stellen, wurden auch die zum Teil sehr hohen Lizenzforderungen zu einem Problem. Somit war am Ende Haleys Plan, alle Hollywood-Studios gleichrangig einzubeziehen, nicht mehr umsetzbar. Gerade die Szenen mit Fred Astaire kommen somit in größerer Zahl vor und wirken in der Zusammenstellung uninspiriert. Um den Film nicht überlang werden zu lassen, mussten auch darüber hinaus einige geplante Szenen ausgelassen werden. Somit schafften es am Ende nur zwei von sechs vorgesehenen Szenen mit Fred Astaire und Ginger Rogers in den Film.
Für den Ballet-Abschnitt war eine Szene von Jacques d’Amboise und Sheree North aus dem Film Fanfaren der Freude (1956) vorgesehen, doch konnte kein passendes Film-Negativ mehr gefunden werden. Erst 2024 tauchte eine entsprechende Version in CinemaScope wieder auf. Somit wurde alternativ ein Solo von d’Amboise aus Karussell (1956) verwendet.
Das im Abspann verwendete Lied Invitation to Dance wurde von Kim Carnes eigens für den Film geschrieben und interpretiert.

## Kritiken und Rezeption
Bei vier gewerteten Kritiken erhielt der Film auf Rotten Tomatoes eine positive Zustimmung von im Schnitt drei von vier Punkten, bei den Zuschauern bei mehr als 1000 abgegebenen Stimmen 72 % auf dem „Popcornmeter“. Auf IMDb hat der Film eine Durchschnittsnote von 7,2 Punkten bei knapp 1200 abgegebenen Stimmen. Die professionellen Kritiker sind sich in ihrem Urteil weitestgehend darin einig, dass der Film keine großen Ambitionen verfolgt, als eine Abfolge von Ausschnitten aus mal besseren und mal weniger gelungenen Filmmusicals zu zeigen, dies aber wunderbar schafft und dazu verleitet, sich einige Klassiker erneut anzuschauen.
Cinema kommt zum Urteil: Genauso gelungen wie „That’s Entertainment“.

## Ausgewertete Filme
Folgende 60 Filme wurden für die Dokumentation ausgewertet, manche mit größeren Anteilen, manche auch nur mit kurzen Ausschnitten:
- The Dumb Girl of Portici (1916)
- So ist Paris (1926)
- Flying High (1931)
- Die 42. Straße (1933)
- Goldgräber von 1933 (1933)
- Rufus Jones for President (Kurzfilm 1933)
- Broadway-Show (1934)
- And She Learned About Dames (Kurzfilm 1934)
- Scheidung auf amerikanisch (1934)
- Roberta (1935)
- Die Goldgräber von 1935 (1935)
- Broadway-Melodie 1936 (1935)
- Der kleinste Rebell (1935)
- Ein Walzer aus Amerika (1936)
- Zum Tanzen geboren (1936)
- Südsee-Nächte (1939)
- Das zauberhafte Land (1939)
- On Your Toes (1939)
- Vom Winde verweht (1939)
- Galopp ins Glück (1940)
- Babes on Broadway (1941)
- Yankee Doodle Dandy (1942)
- Badende Venus (1944)
- Kismet (1944)
- The All-Star Bond Rally (Kurzfilm 1945)
- Broadway Melodie 1950 (1945)
- The Harvey Girls (1946)
- Bis die Wolken vorüberzieh’n (1946)
- Good News (1947)
- Die roten Schuhe (1948)
- Neptuns Tochter (1949)
- Drei kleine Worte (1950)
- Königliche Hochzeit (1951)
- Ein Amerikaner in Paris (1951)
- Du sollst mein Glücksstern sein (1952)
- Die lustige Witwe (1952)
- Vorhang auf! (1953)
- Serenade in Rio (1953)
- Küß mich, Kätchen! (1953)
- Eine Chance für Suzy (1953)
- Eine Braut für sieben Brüder (1954)
- Jupiters Liebling (1955)
- Vorwiegend heiter (1955)
- Oklahoma! (1955)
- Karussell (1956)
- Einladung zum Tanz (1956)
- Seidenstrümpfe (1957)
- Die Girls (1957)
- Indiskret (1958)
- Der kleine Däumling (1958)
- West Side Story (1961)
- Tolle Nächte in Las Vegas (1964)
- Sweet Charity (1969)
- Boyfriend (Ihr Liebhaber) (1971)
- Cabaret (1972)
- Am Wendepunkt (1977)
- Nur Samstag Nacht (1977)
- Fame – Der Weg zum Ruhm (1980)
- Michael Jackson: Beat It (Musik Video 1983)
- Flashdance (1983)

## Präsentierte Darsteller
Die folgenden Personen sind als Stars in Filmen zu sehen:
- Tommy Abbott
- June Allyson
- Ann-Margret
- Fred Astaire
- Lucille Ball
- Robert Banas
- Mikhail Baryshnikov
- Jennifer Beals
- David Bean
- Francesca Bellini
- Busby Berkeley
- Eric Blore
- Monte Blue
- Ray Bolger
- John Brascia
- Lucille Bremer
- James Cagney
- Irene Cara
- Leslie Caron
- Betty Carr
- Gower Champion
- Marge Champion
- Cyd Charisse
- Joan Crawford
- Dan Dailey
- Jacques d’Amboise
- Carole D’Andrea
- Leroy Daniels
- Sammy Davis, Jr.
- Doris Day
- Gloria DeHaven
- Norma Doggett
- Isadora Duncan
- Buddy Ebsen
- Taina Elg
- Harvey Evans
- Eliot Feld
- Margot Fonteyn
- Loïe Fuller
- Clark Gable
- Judy Garland
- Virginia Gibson
- Cary Grant
- Jack Haley
- Margaret Hamilton
- Carol Haney
- June Haver
- Robert Helpmann
- Judy Holliday
- José Iturbi
- Michael Jackson
- Marine Jahan
- Van Johnson
- Ruby Keeler
- Gene Kelly
- Paula Kelly
- Michael Kidd
- Nancy Kilgas
- Charles Laskey
- Ruta Lee
- Vivien Leigh
- Bambi Linn
- Peter Lorre
- Susan Luckey
- Shirley MacLaine
- Dean Martin
- Léonide Massine
- Matt Mattox
- Joan McCracken
- Ray McDonald
- Bert Michaels
- Ann Miller
- Liza Minnelli
- James Mitchell
- Ricardo Montalbán
- Annabelle Moore
- Tony Mordente
- George Murphy
- Gene Nelson
- Julie Newmar
- The Nicholas Brothers
- Rudolf Nurejew
- Susan Oakes
- Donald O’Connor
- Anna Pawlowa
- Marc Platt
- Dick Powell
- Eleanor Powell
- Jane Powell
- Vincent Price
- Tommy Rall
- Debbie Reynolds
- Jeff Richards
- Chita Rivera
- Bill Robinson
- Ginger Rogers
- Mickey Rooney
- Wini Shaw
- Moira Shearer
- Frank Sinatra
- Red Skelton
- Tucker Smith
- James Stewart
- Lyle Talbot
- Russ Tamblyn
- Lilyan Tashman
- Robert Taylor
- Anthony Teague
- Shirley Temple
- Tarita Teriipaia
- Tamara Toumanova
- John Travolta
- Gina Trikonis
- Lana Turner
- Bobby Van
- Vera-Ellen
- Ethel Waters
- Bobby Watson
- Esther Williams
- David Winters
- Vera Zorina